# Бегаровце
Бегаровце (словац. Beharovce) — село и одноимённая община в районе Левоча Прешовского края Словакии. В письменных источниках начинает упоминаться с 1338 года.

## География
Село расположено в юго-западной части края, в восточной части Горнадской котловины, при автодороге 3261. Абсолютная высота — 464 метра над уровнем моря. Площадь муниципалитета составляет 2,65 км².

## Население
| Год:                | 1994 | 2004     | 2014     | 2024     |
| ------------------- | ---- | -------- | -------- | -------- |
| Количество человек: | 166  | 184      | 163      | 181      |
| Разница:            |      | +10,84 % | −11,41 % | +11,04 % |

По данным последней официальной переписи 2011 года, численность населения Бегаровце составляла 178 человек.
Национальный состав населения (по данным переписи населения 2011 года):
| Национальность | Численность, человек |
| -------------- | -------------------- |
| словаки        | 172                  |
| не указана     | 6                    |